# 西村専次
西村 専次（にしむら せんじ、1945年6月22日 - ）は、岩手県出身の実業家。小岩金網株式会社の会長で、日本中央競馬会 (JRA) ・地方競馬全国協会 (NAR) に登録されている馬主である。主にJRAと南関東競馬、岩手競馬、米国に所有馬を置いている。冠名は「オウシュウ」「ガッサン」「グリーンヒル」など。

## 来歴
岩手県平泉町出身。1961年に平泉中学校を卒業後、集団就職で上京し、柘植金網に入社。1968年江戸川区小岩に小岩金網製作所を創業。1970年小岩金網株式会社を設立し、代表取締役社長に就任。同社の拡大と共に出身地である岩手に同社の工場や支店を構え、岩手県の地域経済に貢献。現在は、同社の会長の他、関連会社であるジャパンネットトレーディング株式会社代表取締役社長、小岩運輸株式会社代表取締役会長。平泉観光大使、奥州大使、在京岩手産業人会常任幹事、ふるさと平泉会会長、日本金網団体連合会顧問、由仁町ふるさと大使。
競馬に造詣が深く、馬主として数多くの馬を所有。岩手競馬に外国産の馬を入厩させるなどしてそれらの馬がJRAや全国の舞台で活躍するなど岩手競馬の発展に貢献してきた。近年は国内だけではなく米国にも競走馬を所有しており、2006年12月17日に米国・ハリウッドパーク競馬場で現地所有馬のRomance is Dianeが2歳G1レースのハリウッドスターレットステークス（ダート8.5ハロン）を制し、米国のG1ホースとなった。

## 主な所有馬
- Romance is Diane（2006年 米国・ハリウッドスターレットステークス）
- オウシュウクラウン
- ビッグロマンス（2010年、全日本2歳優駿優勝馬）